# McKenzie (Alabama)
McKenzie is een plaats (town) in de Amerikaanse staat Alabama, en valt bestuurlijk gezien onder Butler County en Conecuh County.

## Demografie
Bij de volkstelling in 2000 werd het aantal inwoners vastgesteld op 644.
In 2006 is het aantal inwoners door het United States Census Bureau geschat op 615, een daling van 29 (-4,5%).

## Geografie
Volgens het United States Census Bureau beslaat de plaats een oppervlakte van
9,7 km², geheel bestaande uit land. McKenzie ligt op ongeveer 101 m boven zeeniveau.

## Plaatsen in de nabije omgeving
De onderstaande figuur toont de plaatsen in een straal van 32 km rond McKenzie.